# Josephine Nambooze
Josephine Nambooze (Nsambya, 1930) es una médica, especialista en salud pública, académica e investigadora médica ugandesa. Es profesora emérita de salud pública en la Facultad de Salud Pública de la Universidad Makerere. Fue la primera mujer de África Oriental y Central en calificar como médica alrededor de 1959.

## Antecedentes y educación
Nambooze nació en Nsambya, un suburbio de Kampala, hija de Joseph Lule, maestro de escuela, y Maria Magdalena Lule, ama de casa. Fue la primogénita de una familia de trece hijos. Asistió a la escuela primaria St. Joseph's Nsambya y al Mount Saint Mary's College Namagunga. Mientras estaba en Namagunga, estudió materias de ciencias. Como no había laboratorios en la escuela, estudió sus clases de ciencias en Namilyango College, una escuela secundaria residencial para varones a 25 kilómetros (16 mi) al este de Namagunga.
A mediados de la década de 1950, fue admitida en la Facultad de Medicina de la Universidad Makerere para estudiar medicina humana, la primera mujer en la historia de la escuela. Después de graduarse por Makerere, realizó estudios de posgrado en el Reino Unido y los Estados Unidos, y regresó a Uganda en 1962.

## Trayectoria profesional
Se incorporó al personal de la Universidad Makerere en 1962 como profesora de salud pública y salud maternoinfantil. Se le dio la responsabilidad de supervisar el Centro de Salud Kasangati, un centro de enseñanza de la Escuela de Salud Pública de la Universidad Makerere. Más tarde fue nombrada profesora titular, profesora asociada y profesora titular en esos campos. También se ha desempeñado como representante de la Organización Mundial de la Salud (OMS) en Botsuana y como directora de apoyo para el desarrollo de servicios de salud en la oficina regional de la OMS en Brazaville, Congo.